# Счастливый конец (фильм, 2010)
«Счастливый конец» — комедия 2010 года режиссёра Ярослава Чеважевского по мотивам фантастической повести Н. В. Гоголя «Нос». В отличие от оригинальной повести, призванной высмеять петербургское общество, фильм рассказывает о судьбе молодого стриптизёра Павла, от которого внезапно сбегает его член, и о поиске главным героем настоящей любви.

## Сюжет
Пользующийся большой популярностью у женщин стриптизёр Павел обнаруживает, что остался без своего полового органа. Одновременно с этим на улицах города появляется сбежавший член Павла. Это лысый невменяемый тип, не умеющий говорить (произносит только первый слог каждого слова), отдалённо похожий на Павла, да ещё и с паспортом на его (Павла) имя. Кроме пальто, на нём ничего не надето. В таком виде его ловит милицейский наряд. Милиция опознает в лысом гражданине известного стриптизёра Павла. Отличия во внешности, отсутствие одежды и неумение говорить списывают на злоупотребление алкоголем и отдают найденного в психиатрическую больницу.
У самого стриптизёра дела обстоят совсем плохо: он теряет работу и в попытке заработать денег соглашается участвовать в подпольных боях без правил. На ринге его круто избивают, но Павел выигрывает бой. Менеджер отказывается отдать ему деньги, ссылаясь на то, что он ставил против Павла, рассчитывая на его проигрыш. Работники милиции соглашаются устроить Павла работать в питомнике служебных собак.
Член знакомится с другими обитателями психиатрической больницы, куда попал. Пациенты объясняют ему, как именно нужно отвечать на вопросы врачей, чтобы они посчитали его «нормальным». В больнице Член учится нормально говорить, придумывает себе имя — Юрий, и успевает прочесть несколько книг. Во время прогулки Член знакомится с девушкой Алёной. Алёна в него влюбляется. Она в восторге — её отец с матерью тоже познакомились в психбольнице. После выписки из больницы Член-Юрий приезжает жить к Алёне. Она работает ветеринаром. Алёна влюблена в Юрия, покупает ему одежду и однажды даже позволяет себя поцеловать, но что-то её настораживает и дальше единственного поцелуя дело не продвигается. Юрий о себе Алёне не рассказывает, что ещё больше её от него отдаляет.
Проблемы с одной из собак в питомнике, где работает Павел, заставляют его искать ветеринара. Но это происходит в выходной день, и Алёна оказывается единственным ветеринаром, готовым приехать в питомник. Так Алёна и Павел знакомятся.
Член-Юрий идёт в библиотеку (он очень любит читать), где встречает другого сбежавшего члена. Тот уже стар и работает библиотекарем. Член-библиотекарь советует Юрию вернуться к своему владельцу.
На следующий день Павел приходит в гости к Алёне и узнает в её друге свой сбежавший орган.
В результате выяснения отношений Член соглашается вернуться к Павлу, но выдвигает два условия:
1. Отныне Павел встречается только с Алёной.
2. По вторникам Павел отпускает свой член в библиотеку.

## В ролях
- Павел Деревянко — Паша
- Юрий Колокольников — Член
- Анна Тараторкина — Алёна
- Александр Филиппенко — старый член
- Саид Багов — Альберт
- Татьяна Аптикеева — ведьма
- Сергей Шнуров — Лев
- Татьяна Ткач — мама Алёны
- Виктор Костецкий — отец Алёны
- Евгений Цыганов — Игорь
- Анна Екатерининская — библиотекарь
- Марина Голуб — Белла Изольдовна, психиатр
- Павел Бадыров — боец, которого побеждает Павел
- Екатерина Мадалинская — эпизод

## Критика
Фильм получил смешанные отзывы кинокритиков.